# 日本レコード協会
一般社団法人日本レコード協会（にほんレコードきょうかい、英: Recording Industry Association of Japan）は、日本国内のレコード会社により構成されている一般社団法人。主に記録媒体の識別番号であるISRC（国際標準レコーディングコード）を発行する団体である。
略称はRIAJで、「日レ協」「レコ協」と呼ばれる場合もある。協会内に、レコード倫理審査会（レコ倫、旧レコード制作基準倫理委員会）と呼ばれる倫理組織を持つ。

## 概要
レコード製作者の立場を代表して、「二次使用料請求権」（曲が放送された場合等）及び 「貸レコードの報酬請求権」を行使し、使用料等の徴収・分配を行っている。ダウンロード違法化に伴い、日本レコード協会に所属しているレコード会社・映像製作会社との正式な契約に基づいて配信を行っているサイトにエルマークを発行している。
また、業界団体として日本ゴールドディスク大賞を実施しているほか、レコードに関する様々な調査研究の一環として、レコードの生産実績調査・ゴールド / ミリオン等の認定（後述）を行っている。

## 沿革
- 1942年 - 社団法人日本蓄音機レコード文化協会設立。
- 1944年 - 「社団法人日本音盤協会」へ改称。
- 1949年 - 「社団法人日本蓄音機レコード協会」へ改称。
- 1957年 - 国際レコード産業連盟（IFPI）日本支部に承認される。
- 1969年 - 「社団法人日本レコード協会」へ改称。
- 1980年 - 会員企業に対する再販価格維持強制で公正取引委員会より勧告を受ける。
- 1985年 - 日本レコードレンタル商業組合と商業用レコードの貸与に関する暫定合意成立。
- 1987年 - 第1回日本ゴールドディスク大賞開催。
- 1989年 - ゴールドディスク、プラチナムディスク、ミリオンセラーの認定を開始。
- 1993年 - 私的録音補償金管理協会（SARAH）設立に伴い、補償金受取開始。
- 2002年 - コピーコントロールCDの統一表示規格を決定。
- 2004年 - P2Pソフト「WinMX」使用者に対する損害賠償請求訴訟を提起。
- 2008年 - エルマーク運用開始。
- 2010年 - 公益法人制度改革に伴い、一般社団法人日本レコード協会に移行へ。
- 2012年 - 9月に「STOP!違法ダウンロード広報委員会」を日本音楽事業者協会、日本音楽制作者連盟、日本音楽出版社協会ほか音楽業界団体と共同で設立。
- 2024年 - 11月、所在地を港区虎ノ門から港区六本木へ移転。

## 役員
| 役名               | 氏名       | 所属                                                             |
| ------------------ | ---------- | ---------------------------------------------------------------- |
| 会長               | 村松俊亮   | 株式会社ソニー・ミュージックエンタテインメント 代表取締役社長CEO |
| 副会長             | 林真司     | エイベックス株式会社 代表取締役CFO                               |
| 副会長             | 藤倉尚     | ユニバーサルミュージック合同会社 社長兼最高経営責任者            |
| 副会長             | 吉村隆     | 株式会社ポニーキャニオン 代表取締役社長                          |
| 副会長             | 小林和之   | 株式会社ワーナーミュージック・ジャパン 代表取締役社長兼CEO       |
| 理事               | 吉田眞市   | 日本コロムビア株式会社 取締役副会長                              |
| 理事               | 斉藤正明   | ビクターエンタテインメント株式会社 代表取締役会長                |
| 理事               | 村上潔     | キングレコード株式会社 代表取締役社長                            |
| 理事               | 村上剛     | 株式会社テイチクエンタテインメント 代表取締役専務                |
| 理事               | 片岡恵介   | 日本クラウン株式会社 代表取締役社長                              |
| 理事               | 北島浩明   | 株式会社徳間ジャパンコミュニケーションズ 代表取締役社長          |
| 理事               | 安岡喜郎   | 株式会社バップ 代表取締役社長執行役員                            |
| 理事               | 後藤豊     | 株式会社フォーライフミュージックエンタテイメント 代表取締役社長  |
| 理事               | 荻野伸之   | 株式会社ヤマハミュージックコミュニケーションズ 代表取締役社長    |
| 理事               | 鈴木孝明   | 株式会社バンダイナムコミュージックライブ 代表取締役社長          |
| 専務理事           | 原康晴     | 一般社団法人日本レコード協会                                     |
| 常務理事・事務局長 | 畑陽一郎   | 一般社団法人日本レコード協会                                     |
| 理事・事務局次長   | 須貝あゆみ | 一般社団法人日本レコード協会                                     |
| 監事               | 楠木紳市   | 株式会社ドリーミュージック 代表取締役社長                        |
| 監事               | 坂内光夫   | 株式会社よしもとミュージック 代表取締役社長                      |
| 監事               | 石田英遠   | 弁護士                                                           |

## 正会員
2025年2月8日現在、正会員18社。
- 日本コロムビア
- ビクターエンタテインメント
- キングレコード
- テイチクエンタテインメント
- ユニバーサルミュージック
- 日本クラウン
- 徳間ジャパンコミュニケーションズ
- ソニー・ミュージックレーベルズ
- ポニーキャニオン
- ワーナーミュージック・ジャパン
- バップ
- B ZONE
- エイベックス・ミュージック・クリエイティヴ
- フォーライフミュージックエンタテイメント
- ヤマハミュージックコミュニケーションズ
- ドリーミュージック[注釈 1]
- よしもとミュージック
- バンダイナムコミュージックライブ

## ゴールド / ミリオン等認定

### 歴史と概要
日本レコード協会は、1989年に音楽作品のゴールド等の認定制度を開始した。それ以来、累計で一定の出荷枚数（正味売上枚数と称される）を超えたCDアルバムやシングルに対して、それぞれの基準に応じたゴールド、プラチナ、ミリオン等の称号が与えられている。対象とされるのは原則として、同協会に加盟するレコード会社から1989年1月21日以降に発売された商品に限られているが、それ以前に初版が発表されたものに関しても、制度導入以降の出荷分にもとづいてゴールド等が授与されている。認定された商品は、2か月後に協会が月刊で発行する機関誌『THE RECORD』上に掲載される。近年ではそれに加えて、前の月の認定分を公式サイト上で毎月10日に告知しており、2003年下半期以降のほとんどの認定作品一覧が確認できる。 また、2014年現在、同協会は公式サイト上において1994年以降の機関誌のアーカイブをPDF化して公開しており、そこから1993年11月から2002年12月までの認定分を確認することができる。
2003年の下半期からは音楽ビデオ（VHS/DVD）認定が追加され、2006年8月には有料音楽配信認定（現・「ダウンロード認定」）が創設された。音楽配信はそれぞれのフォーマットごとに分かれていたが、2014年1月度からは「着うたフル」と「PC配信」が統合され、「シングルトラック」として認定されるようになった。2020年4月度からは「定額制音楽配信」を対象にした、「ストリーミング認定」を追加した。
なお、日本レコード協会の示す「正味売上枚数」とは、オリコンやサウンドスキャンなどの調査会社によって集計される「推定売上枚数」とは全く別物である。オリコンランキングと、協会認定との差異は下記の通り。
| 象限                       | オリコンランキング                  | 日本レコード協会                 | 注釈                              |
| -------------------------- | ----------------------------------- | -------------------------------- | --------------------------------- |
| カウントの対象             | 対象店舗での売上のみ                | 工場出荷枚数の全てを含む         | ⇒協会認定のほうが大となる要因     |
| イベント特例               | 販促イベントでの売上算入は3枚が上限 | イベントを理由とした上限は設けず | ⇒協会認定のほうが大となる要因     |
| モニター対象店舗以外の枚数 | 含まない                            | 含む                             | ⇒協会認定のほうが大となる要因     |
| チャート200位圏外分の枚数  | 含まない                            | 含む                             | ⇒協会認定のほうが大となる要因     |
| 協会非加盟（インディーズ） | 含む                                | 含まない                         | ⇒インディーズは協会認定の対象外。 |

また、協会認定のほうがオリコンチャートよりも小となるケースもある。また、いくつかの例においては、協会加盟分にもかかわらず、ダウンロード売上に係る日本レコード協会認定が全くなされないケースもある。これは、トイズファクトリー・アップフロントワークスなどの発売元が、業界大手ながら日本レコード協会の正会員・準会員でなかった時期があり、会員加入後であっても未加入当時の売上が協会認定に算入されていないためである。

### 認定基準の変遷
「邦楽と洋楽でそれぞれ基準が異なり、わかりにくい」という理由から、2003年7月に認定基準の簡略化が施行された。2020年時点の認定基準は次のとおりである。
- ゴールドディスク認定、ダウンロード認定
  - ゴールド：10万（枚）以上
  - プラチナ：25万以上
  - ダブル・プラチナ：50万以上
  - トリプル・プラチナ：75万以上
  - ミリオン：100万以上（以下、100万枚ごとに2ミリオン、3ミリオン…を認定）

2003年6月度認定分までの基準は以下のとおりであった。
| ジャンル     | ゴールド | プラチナ | ミリオン |
| ------------ | -------- | -------- | -------- |
| 邦楽         | 20万枚   | 40万枚   | 100万枚  |
| 洋楽アルバム | 10万枚   | 20万枚   | 100万枚  |
| 洋楽シングル | 5万枚    | 10万枚   | 100万枚  |

同年の下半期にすべてのフォーマットで基準が統一化されるまでは、プラチナ・ディスクに関しては、規定枚数の倍数ごとにそれぞれダブル、トリプル、クワドラプル、クインティプル・プラチナなどの認定が授与されることもあった。なお、米英をはじめとする諸外国における類似の制度とは異なり、それ以上のマルチ・プラチナは存在せず、200万枚以上の出荷を記録した作品については、現在と同じように100万枚ごとに2ミリオン、3ミリオンなどが与えられていた。

### ミリオン認定作品
日本レコード協会でミリオン認定された作品は下記の通り（2000年代以降、カッコ内は認定年月）。

#### シングル
2000年代
- KinKi Kids「フラワー」（2000年1月）
- 大泉逸郎「孫」（2000年2月）
- プッチモニ「ちょこっとLOVE」（2000年2月）
- 倉木麻衣「Love, Day After Tomorrow」（2000年3月）
- 福山雅治 ｢桜坂｣ (2000年4月、のちに2ミリオン)
- 宇多田ヒカル「Wait & See 〜リスク〜」(2000年5月、旧クアドラブル)
- 宇多田ヒカル「For You/タイム・リミット」（2000年6月）
- 倉木麻衣「Secret of my heart」（2000年6月）
- モーニング娘。「ハッピーサマーウェディング」（2000年6月）
- サザンオールスターズ ｢TSUNAMI｣ (2000年6月、2ミリオン)
- 慎吾ママ「慎吾ママのおはロック」（2000年9月）
- SMAP「らいおんハート」（2000年8月）
- Misia「Everything」(2000年12月、旧クアドラブル)
- 浜崎あゆみ「M」（2001年2月、旧トリプル）
- 宇多田ヒカル「Can You Keep A Secret?」（2001年2月、旧トリプル）
- CHEMISTRY「PIECES OF A DREAM」（2001年6月）
- 桑田佳祐「波乗りジョニー」（2001年7月）
- ポルノグラフィティ「アゲハ蝶」（2001年10月）
- 桑田佳祐「白い恋人達」（2001年11月、旧トリプル）
- 宇多田ヒカル「traveling」（2002年1月）
- 浜崎あゆみ「H」（2002年9月）
- SMAP「世界に一つだけの花」（2003年3月[注釈 11]、のちに3ミリオン）
- 宇多田ヒカル「COLORS」（2003年12月）
- 森山直太朗「さくら（独唱）」（2004年1月）
- 福山雅治「虹／ひまわり／それがすべてさ」（2004年1月）
- ORANGE RANGE「花」（2004年12月）
- 修二と彰「青春アミーゴ」（2005年11月）
- KAT-TUN「Real Face」（2006年3月）
- 秋川雅史「千の風になって」（2007年8月）

2010年代
- AKB48「Beginner」（2010年10月）
- AKB48「桜の木になろう」（2011年2月）
- AKB48「Everyday、カチューシャ」（2011年6月）
- AKB48「フライングゲット」（2011年9月）
- AKB48「風は吹いている」（2011年11月）
- AKB48「上からマリコ」（2011年12月）
- AKB48「GIVE ME FIVE!」（2012年2月）
- AKB48「真夏のSounds good !」（2012年5月、2ミリオン）
- AKB48「ギンガムチェック」（2012年9月）
- AKB48「UZA」（2012年11月）
- AKB48「永遠プレッシャー」（2012年12月）
- AKB48「So long !」（2013年2月）
- AKB48「さよならクロール」（2013年5月、2ミリオン）
- AKB48「恋するフォーチュンクッキー」（2013年8月）
- AKB48「ハート・エレキ」（2013年11月）
- AKB48「鈴懸の木の道で「君の微笑みを夢に見る」と言ってしまったら僕たちの関係はどう変わってしまうのか、僕なりに何日か考えた上でのやや気恥ずかしい結論のようなもの」（2013年12月）
- AKB48「前しか向かねえ」（2014年2月）
- AKB48「ラブラドール・レトリバー」（2014年5月、2ミリオン）
- AKB48「心のプラカード」（2014年8月）
- AKB48「希望的リフレイン」（2014年11月）
- AKB48「Green Flash」（2015年3月）
- AKB48「僕たちは戦わない」（2015年5月、2ミリオン）
- AKB48「ハロウィン・ナイト」（2015年8月）
- AKB48「唇にBe My Baby」（2015年12月）
- AKB48「君はメロディー」（2016年3月）
- AKB48「翼はいらない」（2016年6月、2ミリオン）
- AKB48「LOVE TRIP/しあわせを分けなさい」（2016年8月）
- AKB48「ハイテンション」（2016年11月）
- 乃木坂46「サヨナラの意味」（2016年11月）
- 乃木坂46「インフルエンサー」（2017年3月）
- AKB48「シュートサイン」（2017年3月）
- AKB48「願いごとの持ち腐れ」（2017年6月、2ミリオン）
- 乃木坂46「逃げ水」（2017年8月）
- AKB48「＃好きなんだ」（2017年9月）
- 乃木坂46「いつかできるから今日できる」（2017年10月）
- 乃木坂46「裸足でSummer」（2017年11月）
- AKB48「11月のアンクレット」（2017年12月）
- AKB48「ジャーバージャ」（2018年3月）
- 欅坂46「ガラスを割れ!」（2018年3月）
- 乃木坂46「シンクロニシティ」（2018年4月）
- AKB48「Teacher Teacher」（2018年6月、3ミリオン）
- 欅坂46「アンビバレント」（2018年8月）
- 乃木坂46「ジコチューで行こう!」（2018年8月）
- AKB48「センチメンタルトレイン」（2018年9月）
- 乃木坂46「帰り道は遠回りしたくなる」（2018年11月）
- AKB48「NO WAY MAN」（2018年12月）
- AKB48「ジワるDAYS」（2019年3月）
- 欅坂46「黒い羊」（2019年4月）
- 乃木坂46「Sing Out!」（2019年5月）
- 防弾少年団「Lights/Boy With Luv」（2019年7月）
- AKB48「サステナブル」（2019年9月、のちに2ミリオン）
- 乃木坂46「夜明けまで強がらなくてもいい」（2019年9月）

2020年代
- Snow Man/SixTONES「D.D./Imitation Rain」（2020年1月）
- AKB48「失恋、ありがとう」（2020年3月）
- 乃木坂46「しあわせの保護色」（2020年3月）
- 嵐「カイト」（2020年9月）
- Snow Man「KISSIN'MY LIPS/Stories」（2020年10月）
- King & Prince「ツキヨミ/彩り」（2022年11月）
- 乃木坂46「ここにはないもの」（2023年1月）
- King & Prince「Life goes on/We are young」（2023年2月）
- Snow Man「タペストリー/W」（2023年3月）
- King & Prince「シンデレラガール」（2023年5月）
- Stray Kids「Social Path (feat. LiSA) / Super Bowl -Japanese ver.-」（2023年9月）
- Snow Man「Dangerholic」（2023年9月）
- Snow Man「LOVE TRIGGER/We'll go together」（2024年2月）
- INI「THE FRAME」（2024年7月）
- Snow Man「BREAKOUT/君は僕のもの」（2024年7月）
- &TEAM「Go in Blind (月狼)」（2025年7月）
- Snow Man「SERIOUS」（2025年7月）

#### アルバム
2000年代
- MISIA 『LOVE IS THE MESSAGE』（2000年2月、2ミリオン）
- 椎名林檎 『勝訴ストリップ』（2000年4月、2ミリオン)
- 倉木麻衣 『delicious way』（2000年7月、3ミリオン）
- 浜崎あゆみ 『Duty』（2000年9月、2ミリオン）
- Mr.Children 『Q』（2000年9月）
- aiko『桜の木の下』（2001年4月[注釈 11]）
- aiko『夏服』（2001年7月）
- 宇多田ヒカル『Distance』（2001年3月、のち4ミリオン）
- Every Little Thing『4 FORCE』（2001年3月）
- 鬼束ちひろ『インソムニア』（2001年2月）
- ゴスペラーズ『ラヴ・ノーツ』（2001年6月[注釈 12]）
- 倉木麻衣『Perfect Crime』（2001年7月[注釈 12]）
- CHEMISTRY『The Way We Are』（2001年11月、2ミリオン）
- JUDY AND MARY『WARP』（2001年2月[注釈 12]）
- ポルノグラフィティ『foo?』（2001年3月）
- SMAP『Smap Vest』（2001年3月[注釈 12]）
- 竹内まりや『Bon Appetit!』（2001年8月[注釈 12]）
- DA PUMP『Da Best of Da Pump』（2001年3月[注釈 12]）
- 浜崎あゆみ『A BEST』（2001年3月[注釈 12]）
- バックストリート・ボーイズ『グレイテスト・ヒッツ・チャプター・ワン』（2001年11月）
- V.A.『THE BEST OF DETECTIVE CONAN 〜名探偵コナン テーマ曲集〜』（2001年2月）
- V.A.『MAX BEST』[注釈 13]（2001年11月）
- 平井堅『gaining through losing』（2001年8月）
- 福山雅治『f』（2001年5月）
- 松任谷由実『sweet,bitter sweet〜YUMING BALLAD BEST』（2001年11月）
- MISIA『MARVELOUS』（2001年4月）
- Mr.Children『Mr.Children 1992-1995』（2001年7月[注釈 12]、のち2ミリオン）
- Mr.Children『Mr.Children 1996-2000』（2001年7月[注釈 12]）
- モーニング娘。『ベスト! モーニング娘。1』（2001年1月）
- モーニング娘。・中澤ゆうこ・タンポポ・プッチモニ・安倍なつみ『プッチベスト～黄青あか～』（2001年11月）
- LOVE PSYCHEDELICO『THE GREATEST HITS』（2001年1月[注釈 12]）
- L'Arc-en-Ciel『Clicked Singles Best 13』（2001年3月[注釈 11]）
- 浜崎あゆみ『I am...』（2002年1月）
- エンヤ『フォー・ラヴァーズ～『冷静と情熱のあいだ』テーマ曲集（英語版）』（2002年2月）
- MISIA『MISIA GREATEST HITS』（2002年3月、2ミリオン）
- Mr.Children『IT'S A WONDERFUL WORLD』（2002年5月[注釈 12]）
- 小田和正『自己ベスト』（2002年5月[注釈 11]、のち3ミリオン）
- B'z『GREEN』（2002年7月）
- RIP SLYME『TOKYO CLASSIC』（2002年8月）
- 中島美嘉『TRUE』（2002年9月）
- 桑田佳祐『ROCK AND ROLL HERO』（2002年9月）
- 倉木麻衣『Perfect Crime』（2002年10月[注釈 11]）
- MISIA『KISS IN THE SKY』（2002年10月）
- BoA『LISTEN TO MY HEART』（2002年11月）
- TLC『FanMail（英語版）』（2002年11月）
- 桑田佳祐『TOP OF THE POPS』（2002年11月[注釈 11]、のち2ミリオン）
- V.A.『Kiss 〜dramatic love story〜』（2002年12月）
- B'z『The Ballads 〜Love & B'z〜』（2002年12月[注釈 11]）
- 宇多田ヒカル『DEEP RIVER』（のち3ミリオン）
- BoA『VALENTI』（2003年1月）
- 浜崎あゆみ『A BALLADS』（2003年3月[注釈 11]、のち2ミリオン）
- 浜崎あゆみ『RAINBOW』（2002年12月[注釈 11]のち、2ミリオン）
- CHEMISTRY『Second to None』（2003年1月、2ミリオン）
- アヴリル・ラヴィーン『レット・ゴー』（2003年2月）
- t.A.T.u.『t.A.T.u.』（2003年5月、同7月）
- 女子十二楽坊『女子十二楽坊 〜Beautiful Energy〜』（2003年9月）
- サザンオールスターズ『海のYeah!!』（2003年10月、4ミリオン）
- DREAMS COME TRUE『DREAMS COME TRUE GREATEST HITS THE SOUL』（2003年10月）
- 中島美嘉『LØVE』（2003年11月）
- 綾小路きみまろ『綾小路きみまろ 爆笑スーパーライブ第1集! 中高年に愛を込めて…』（2003年11月）
- HY『Street Story』（2003年12月）
- EXILE『EXILE ENTERTAINMENT』（2003年12月）
- 浜崎あゆみ『Memorial address』（2003年12月）
- 倉木麻衣『Wish You The Best』（2004年1月）
- Mr.Children『シフクノオト』（2004年4月）
- Utada（宇多田ヒカル）『エキソドス』（2004年10月）
- EXILE『PERFECT BEST』（2005年2月）
- BoA『BEST OF SOUL』（2005年2月）
- ケツメイシ『ケツノポリス4』（2005年6月、のちに2ミリオン）
- Mr.Children『四次元 Four Dimensions』（2005年8月）
- Mr.Children『I ♥ U』（2005年9月）
- ORANGE RANGE『ИATURAL』（2005年10月）
- サザンオールスターズ『キラーストリート』（2005年10月）
- 中島美嘉『BEST』（2005年12月）
- 倖田來未『BEST～second session～』（2006年3月、のちに2ミリオン）
- 絢香『First Message』（2006年12月）
- 倖田來未『Black Cherry』（2006年12月）
- Mr.Children『HOME』（2007年3月）
- セリーヌ・ディオン『ザ・ベリー・ベスト（ALL THE WAY... A Decade Of Song）』（2007年5月、2ミリオン）
- ZARD『Golden Best 〜15th Anniversary〜』（2007年8月）
- コブクロ『ALL SINGLES BEST』（2007年10月、3ミリオン）
- EXILE『EXILE LOVE』（2007年12月）
- コブクロ『5296』（2007年12月）
- アヴリル・ラヴィーン『ベスト・ダム・シング』（2008年1月）
- EXILE『EXILE CATCHY BEST』（2008年3月）
- 宇多田ヒカル『HEART STATION』（2008年3月）
- V.A.『R35 Sweet J-Ballads』（2008年3月）
- 徳永英明『VOCALIST 3』（2008年4月）
- B'z『B'z The Best “ULTRA Pleasure”』（2008年6月）
- 安室奈美恵『BEST FICTION』（2008年7月）
- GReeeeN『あっ、ども。おひさしぶりです。』（2008年12月）
- Mr.Children『SUPERMARKET FANTASY』（2008年12月）
- EXILE『EXILE BALLAD BEST』（2008年12月、のちに2ミリオン）
- GReeeeN『塩、コショウ』（2009年6月）
- 嵐『5×10 All the BEST! 1999-2009』（2009年8月）
- 絢香『ayaka's History 2006-2009』（2009年9月）
- EXILE『愛すべき未来へ』（2009年12月）

2010年代
- 徳永英明『VOCALIST』（2010年5月）
- 嵐『僕の見ている風景』（2010年8月）
- いきものがかり『いきものばかり〜メンバーズBESTセレクション〜』（2010年11月）
- EXILE『願いの塔』（2011年3月）
- AKB48、『ここにいたこと』（2011年6月）
- レディー・ガガ『ザ・フェイム』（2011年7月）
- 嵐『Beautiful World』（2011年12月）
- 少女時代『GIRLS' GENERATION』（2012年5月）
- Mr.Children『Mr.Children 2001-2005 ＜micro＞』（2012年5月）
- Mr.Children『Mr.Children 2005-2010 ＜macro＞』（2012年5月）
- AKB48『1830m』（2012年8月）
- コブクロ『ALL SINGLES BEST 2』（2012年9月）
- 竹内まりや『Expressions』（2013年5月）
- AKB48『次の足跡』（2014年1月）
- V.A.『アナと雪の女王オリジナル・サウンドトラック』（2014年6月）
- 三代目J Soul Brothers from EXILE TRIBE『PLANET SEVEN』（2015年8月）
- 嵐『Japonism』（2015年10月）
- DREAMS COME TRUE『DREAMS COME TRUE THE BEST! 私のドリカム』（2015年12月）
- 松任谷由実『日本の恋と、ユーミンと。』（2016年3月）
- SMAP『SMAP 25 YEARS』（2016年12月）
- 安室奈美恵『Finally』（2017年11月、のちに2ミリオン）
- 嵐『5×20 All the BEST!! 1999-2019』（2019年6月、のちに2ミリオン）
- 中島みゆき『Singles 2000』（2019年11月）

2020年代
- 米津玄師『STRAY SHEEP』（2020年8月）
- BTS『BTS, THE BEST』（2021年6月）
- Snow Man『Snow Mania S1』（2021年9月）
- Snow Man『Snow Labo. S2』（2022年9月）
- SEVENTEEN『DREAM』（2023年1月）
- BTS『MAP OF THE SOUL : 7』（2023年2月）
- King & Prince『Mr.5』（2023年4月）
- Snow Man『i DO ME』（2023年5月）
- SEVENTEEN『FML』（2023年7月）
- Snow Man『RAYS』（2024年10月）
- Snow Man『THE BEST 2020-2025』（2025年1月）
- Mrs. GREEN APPLE『10』（2025年7月）

#### 着うた
多数あり。（2006年8月の認定開始から2013年9月までに100作品を超える実績があったが、フル配信の進展により実質的に市場から消滅した。）

#### 着うたフル
（有料音楽配信売上実績に基づく月次認定は2006年8月から開始。着うた、PC配信も同様）
- GReeeeN「愛唄」（2007年7月、のちに2ミリオン）
- 絢香「三日月」（2007年9月）※PC配信との合算では2ミリオン
- コブクロ「蕾」（2008年1月）※PC配信との合算では2ミリオン
- 青山テルマ feat. SoulJa「そばにいるね」（2008年2月、のちに2ミリオン）※PC配信との合算では3ミリオン
- SoulJa「ここにいるよ feat.青山テルマ」（2008年3月）
- SEAMO「マタアイマショウ」（2008年5月）
- コブクロ「桜」（2008年6月）
- 宇多田ヒカル「Prisoner Of Love」（2008年7月）
- GReeeeN「キセキ」（2008年7月、のちに2ミリオン）※PC配信との合算では4ミリオン
- コブクロ「永遠にともに」（2008年11月）
- EXILE「Ti amo」（2009年1月）※PC配信との合算では2ミリオン
- 宇多田ヒカル「Flavor Of Life」（2009年3月）
- GReeeeN「遥か」（2009年10月）
- EXILE「ふたつの唇」（2009年12月）
- JUJU with JAY'ED「明日がくるなら」（2009年12月）
- ヒルクライム「春夏秋冬」（2009年12月）
- 木村カエラ「Butterfly」（2010年1月）
- 西野カナ「会いたくて 会いたくて」（2010年8月）
- EXILE「Lovers Again」（2011年1月）
- AI「Story」（2011年4月）※PC配信との合算では2ミリオン
- AKB48「ヘビーローテーション」（2011年12月）
- いきものがかり「ありがとう」（2012年12月）

PC配信との統合により2013年12月で終了。

#### PC配信
- ミリオン該当無し
- 最も高い認定はGReeeeN「キセキ」、安室奈美恵「Love Story」 トリプル・プラチナ（75万DL）
- なお、PC配信には、据置型端末向けだけでなくスマートフォン向け音楽配信も含まれる。

着うたフルとの統合により2013年12月で終了。

#### シングルトラック
（着うたフルとPC配信を統合し、2014年1月から認定開始）
2014年
- 安室奈美恵「Love Story」（2014年1月）
- 絢香×コブクロ「WINDING ROAD」（2014年1月）
- 植村花菜「トイレの神様」（2014年1月）
- EXILE「道」（2014年1月）
- EXILE「もっと強く」（2014年1月）
- AKB48「Everyday、カチューシャ」（2014年1月）
- AKB48「Beginner」（2014年1月）
- AKB48「フライングゲット」（2014年1月）
- AKB48「ポニーテールとシュシュ」（2014年1月）
- 加藤ミリヤx清水翔太「Love Forever」（2014年1月）
- キマグレン「LIFE」（2014年1月）
- コブクロ「流星」（2014年1月）
- 坂本冬美「また君に恋してる」（2014年1月）
- 羞恥心「羞恥心」（2014年1月）
- 少女時代「Gee」（2014年1月）
- JUJU「この夜を止めてよ」（2014年1月）
- JUJU feat.Spontania 「素直になれたら」（2014年1月）
- Spontania feat.JUJU「君のすべてに」（2014年1月）
- Superfly「愛をこめて花束を」（2014年1月）
- 高橋洋子「残酷な天使のテーゼ」（2014年1月）
- 西野カナ「if」（2014年1月）
- 西野カナ「君って」（2014年1月）
- 西野カナ「Best Friend」（2014年1月）
- 西野カナ「もっと…」（2014年1月）
- B'z「イチブトゼンブ」（2014年1月）
- YUI「CHE.R.RY」（2014年1月）
- KARA「ミスター」（2014年1月）
- AKINO「創聖のアクエリオン」（2014年2月）
- 薫と友樹、たまにムック。「マル・マル・モリ・モリ!」（2014年2月）
- 斉藤和義「やさしくなりたい」（2014年2月）
- レディー・ガガ「ボーン・ディス・ウェイ」（2014年2月）
- Aqua Timez「千の夜をこえて」（2014年4月）
- 中島美嘉「ORION」（2014年4月）
- 西野カナ「Dear…」（2014年4月）
- いきものがかり「YELL」（2014年5月）
- スキマスイッチ「奏」（2014年5月）
- 松たか子「レット・イット・ゴー～ありのままで」（2014年6月）
- mihimaru GT「気分上々↑↑」（2014年6月）
- 宇多田ヒカル「Beautiful World」（2014年9月）
- KARA「ジャンピン」（2014年11月）
- DJ OZMA「アゲ♂アゲ♂EVERY☆騎士」（2014年12月）

2015年
- テイラー・スウィフト「私たちは絶対に絶対にヨリを戻したりしない」（2015年1月）
- AKB48「恋するフォーチュンクッキー」（2015年3月）
- EXILE「I Wish For You」（2015年8月）
- EXILE「Rising Sun」（2015年9月）
- 倖田來未「愛のうた」（2015年9月）

2016年
- back number「クリスマスソング」（2016年3月）
- 浦島太郎（桐谷健太）「海の声」（2016年4月）
- アンジェラ・アキ「手紙 〜拝啓 十五の君へ〜」（2016年5月）
- 中島美嘉「雪の華」（2016年10月）
- 秦基博「ひまわりの約束」（2016年11月）

2017年
- 星野源「恋」（2017年1月、のちに2ミリオン）
- 三代目J Soul Brothers from EXILE TRIBE「R.Y.U.S.E.I.」（2017年2月）
- RADWIMPS「前前前世（movie ver.）」（2017年2月）
- EXILE feat.VERBAL（m-flo）「銀河鉄道999」（2017年3月）
- 少女時代「MR.TAXI」（2017年4月）

2018年
- カーリー・レイ・ジェプセン「Call Me Maybe」（2018年1月）
- 中島みゆき「糸」（2018年2月）
- シェネル「ビリーヴ」（2018年4月）
- 米津玄師「Lemon」（2018年4月、のちに3ミリオン）
- 大塚愛「プラネタリウム」（2018年5月）
- miwa「ヒカリヘ」（2018年7月）

2019年
- 西野カナ「トリセツ」（2019年1月）
- MISIA「逢いたくていま」（2019年1月）
- GReeeeN「歩み」（2019年8月）
- Aqua Timez「虹」（2019年10月）
- JUJU「やさしさで溢れるように」（2019年10月）

2020年
- 米津玄師「馬と鹿」（2020年4月）
- Official髭男dism「I LOVE...」（2020年6月）
- LiSA「紅蓮華」（2020年6月）
- Official髭男dism「Pretender」（2020年9月）
- 福山雅治「家族になろうよ」（2020年9月）

2021年
- LiSA「炎」（2021年3月）
- King Gnu「白日」（2021年10月）

2025年
- スピッツ「チェリー」（2025年6月）

#### 音楽ビデオ
- 安室奈美恵『namie amuro Final Tour 2018 〜Finally〜』（2018年8月）
- 嵐『ARASHI Anniversary Tour 5×20』（2020年11月）

## ストリーミング認定
2020年4月度より、音楽ストリーミング市場拡大に鑑み、「ストリーミング認定」の公表を開始している。集計対象はAmazon Music Prime、Amazon Music Unlimited、Apple Music、auうたパス、AWA、KKBOX、LINE MUSIC、Rakuten Music、Spotify、TOWER RECORDS MUSIC powered by レコチョク、YouTube Music、YouTube Music Premium（12サービス）であり、市場上位をほぼ網羅している状況となっている。
- ストリーミング認定
  - ゴールド：5,000万回以上[15]
  - プラチナ：1億回以上
  - ダブル・プラチナ　：2億回以上（「ダブル」「トリプル」の認定は2023年1月度から実施）[16]
  - トリプル・プラチナ：3億回以上（同上）
  - ダイヤモンド：5億回以上
  - ダブル・ダイヤモンド：10億回以上

### ダイヤモンド
2021年
- YOASOBI「夜に駆ける」（2021年9月、のちにダブル・ダイヤモンド）

2022年
- BTS「Dynamite」(2022年1月)
- Official髭男dism「Pretender」（2022年2月）
- 優里「ドライフラワー」（2022年2月）

2023年
- King Gnu「白日」（2023年6月）
- YOASOBI「群青」（2023年7月）
- YOASOBI「怪物」（2023年11月）
- あいみょん「マリーゴールド」（2023年12月）
- Official髭男dism「I LOVE...」（2023年12月）

2024年
- Official髭男dism「Subtitle」（2024年1月）
- Vaundy「怪獣の花唄」（2024年1月）
- YOASOBI「アイドル」（2024年1月）
- back number「水平線」（2024年4月）
- BTS「Butter」（2024年6月）
- 優里「ベテルギウス」（2024年6月）
- Mrs. GREEN APPLE「青と夏」（2024年7月）
- Mrs. GREEN APPLE「点描の唄 (feat. 井上苑子)」（2024年10月）
- Mrs. GREEN APPLE「ダンスホール」（2024年12月）

2025年
- Creepy Nuts「Bling-Bang-Bang-Born」（2025年1月）
- back number「高嶺の花子さん」（2025年3月）
- Mrs. GREEN APPLE「インフェルノ」（2025年3月）
- Mrs. GREEN APPLE「ケセラセラ」（2025年4月）
- 藤井風「きらり」（2025年4月）
- Official髭男dism「ミックスナッツ」（2025年5月）
- Mrs. GREEN APPLE「Soranji」（2025年5月）
- Mrs. GREEN APPLE「ライラック」（2025年5月）

### プラチナ
多数あり。（2020年4月開始以来、2024年末までに410作品以上の認定あり）

## ヒットチャート
かつては上述の「正味売上枚数」を基準に、シングル・アルバム（パッケージメディア）のオフィシャルヒットチャートを公表していた。但しオリコン等のランキングと比較すると発表が月に一度（毎月21日から翌月20日までの集計）のため速報性に欠けるほか、枚数表示の公表はジャンル別の1位の作品に限られていた。2000年1月度（1999年12月21日〜2000年1月20日集計分）を最後に日本レコード協会におけるパッケージメディアのヒットチャートの公表は終了した。
その後は2006年8月度（2006年8月1日〜31日集計分）から2009年2月度（2009年2月1日〜28日集計分）に着うたを対象とした有料音楽配信チャート（月間）が、2009年4月1日〜4月7日集計分から2012年7月18日〜7月24日集計分に着うたフルを対象とした有料音楽配信チャート（週間）が発表されていた。

## 参加組織
- ネットワーク音楽著作権協議会
- 不正商品対策協議会
- コンテンツ海外流通促進機構

## 関係諸団体
- インディペンデント・レコード協会 (IRMA、いわゆる「インディーズ」レーベルの団体)
- インディペンデント・レコード製作事業者協会 (IRIA)
- 日本音楽著作権協会 (JASRAC)
- 日本レコード商業組合
- 日本コンパクトディスク・ビデオレンタル商業組合 (CDVJ)
- 国際レコード産業連盟 (IFPI)
- Recording Industry Association of America (RIAA)